# Щербаков, Виктор Иванович
Виктор Иванович Щербаков (1921—1947) — советский лётчик-ас истребительной авиации Военно-морского флота во время Великой Отечественной войны, Герой Советского Союза (6.03.1945). Гвардии капитан (2.11.1946).

## Биография
Родился 1 января 1922 года в селе Аграфеновка ныне Родионово-Несветайского района Ростовской области. Русский.
Окончил 10 классов школы № 15 Пролетарского района города Ростов-на-Дону. Занимался в Ростовском аэроклубе, окончил его в 1939 году.
В Военно-Морском Флоте — с октября 1939 года. В августе 1941 года окончил Военно-морское авиационное училище имени И. В. Сталина в городе Ейске.
В Великой Отечественной войне — с августа 1941 года. Сначала был зачислен пилотом в 94-ю авиационную эскадрилью. В январе 1942 года переведён пилотом в состав 32-го истребительного авиационного полка, в течение 1942 года лётчики полка совершали полёты в Крым, обороняли Кавказ, прикрывали от налётов вражеской авиации военно-морские базы Керчь, Новороссийск, Туапсе, Поти. В конце 1942 года полк был передислоцирован в Грузинскую ССР, где был перевооружён на ленд-лизовские американские истребители Bell P-39 «Аэрокобра». За боевые успехи 31 мая 1943 года полк получил гвардейское звание и был преобразован в 11-й гвардейский.
С мая 1943 года полк вновь находился в боях, действуя с аэродрома Геленджик, с ноября 1943 — с аэродрома Скадовск. К 16 апреля 1944 года 11-й гвардейский истребительный авиационный полк был передислоцирован на аэродром освобождённой Одессы. Во время Крымской операции и освобождения Севастополя вместе с другими частями авиации Черноморского флота полк действовал на морских коммуникациях противника между Крымом и портами Румынии. Летом 1944 года полк принимал участие в авиационной поддержке наступательных действий 3-го Украинского фронта, прикрывал штурмовики при нанесении ударов по кораблям и плавсредствам противника в нижнем течении Дуная. В августе 1944 года полк принимал участие в Ясско-Кишинёвской операции. Затем вместе со штурмовиками поддерживал войска особой группы 46-й армии, которая вместе с моряками Черноморского флота производила форсирование Днестровского лимана. 9 сентября полк в полном составе перебазировался на аэродром Сарафово под городом Бургас (Болгария). В Болгарии для лётчиков полка война закончилась.
Во всех этих боях сражался и Виктор Щербаков. Свою первую победу он одержал в бою 26 марта 1942 года, в паре на истребителе ЛаГГ-3 сбив немецкий Ме-109. А 7 июля, отражая авианалёт на Туапсе, лично сбил бомбардировщик Ю-88. Многие десятки боевых вылетов совершил ведомым лучшего аса полка Дмитрия Старикова, к концу 1942 года одержал уже 4 личные и 3 групповые победы. В марте 1943 года стал командиром звена. Об его боевых подвигах много рассказано в книгах известных черноморских асов В. Минакова и К. Денисова.
К сентябрю 1944 года командир звена 11-го гвардейского дважды Краснознамённого истребительного авиационного полка (2-я гвардейская минно-торпедная авиационная дивизия, ВВС Черноморского флота) гвардии старший лейтенант В. И. Щербаков совершил 359 боевых вылетов, из них 5 успешных штурмовок, 10 вылетов на воздушную разведку территории противника, провёл 35 воздушных боёв, сбил лично 12 и в группе — 7 самолётов противника.
Указом Президиума Верховного Совета СССР от 6 марта 1945 года «за образцовое выполнение боевых заданий командования на фронте борьбы с немецко-фашистскими захватчиками и проявленные при этом отвагу и геройство» гвардии старшему лейтенанту Щербакову Виктору Ивановичу присвоено звание Героя Советского Союза с вручением ордена Ленина и медали «Золотая Звезда» за номером 5343.
В сентябре 1944 года активные боевые действия на Чёрном море были завершены и тогда же В. И. Щербакова направили на учёбу. В январе 1945 года окончил Высшие офицерские курсы ВВС ВМФ в Моздоке. Направлен в ВВС Тихоокеанского флота, где в мае 1945 года получил назначение на должность заместителя командира эскадрильи 50-го отдельного гвардейского дальнеразведывательного авиационного полка ВМФ.
В августе 1945 года заместитель командира эскадрильи гвардии капитан В. И. Щербаков принимал участие в советско-японской войне, выполнив ещё 10 боевых вылетов на истребителе Як-9. Встреч в воздухе с японской авиацией не имел, но штурмовыми действиями повредил 2 паровоза и уничтожил до 10 автомашин.
В дальнейшем служил в Приморском крае в том же 50-м гвардейском отдельном разведывательном авиационном полку Тихоокеанского флота, базировавшемся на аэродроме Новороссия (Шкотовский район Приморского края). 21 мая 1947 года, выполняя облёт недавно прибывшего в часть истребителя Bell Р-63 «Кингкобра», В. И. Щербаков врезался в сопку и погиб. Был похоронен у подножия сопки, на которой он погиб.

## Награды
- Герой Советского Союза (6.03.1945)
- Орден Ленина (6.03.1945)
- Два ордена Красного Знамени (13.08.1942, 6.11.1943)
- Два ордена Отечественной войны 1-й степени (24.02.1943, 19.11.1945)
- Орден Красной Звезды (14.08.1943)
- Ряд медалей СССР

## Память
- На месте гибели и захоронения В. И. Щербакова установлен памятник[10].
- Мемориальная доска в память о В. И. Щербакове установлена Российским военно-историческим обществом на здании Аграфеновской средней школы, где он учился.